# 태국 공항 공사
태국 공항 공사(태국어: บริษัท ท่าอากาศยานไทย จำกัด (มหาชน), 영어: Airport Of Thailand (AOT))는 한국공항공사 같은 태국의 공항관리 공공회사이다. 6개 국제 공항을 관리하고 있으며 2019년에는 4개의 공항이 추가될 것이다. 2018년에는 세계에서 가장 가치 있는 공항 운영소가 되었다.

태국의 28개 지역 공항들은 별도의 기관인 공항 부서에 의해 운영된다.
태국 공항 공사는 2002년 9월 20일 태국의 국영 공항 당국의 민영화로 설립되었다. 당시 이 회사의 가치는 14285,700,000 바트였다. 태국 정부는 회사 주식의 70%를 보유하고 있다. 2014회계연도에 태국 공항 공사의 평균 일일 시장 자본 총액은 2억 2,321 만 바트였다.

태국 공항 공사의 회계연도는 10월 1일부터 9월 30일까지 운영되므로 AOT의 2015회계 연도는 2015년 10월 1일부터 9월 30일까지이다.

## 운영 공항
태국 공항 공사는 태국에서 다음과 같은 공항을 운영한다.

| 이름 | 이름                             | 지역     | 2017년 통계 | 2017년 통계 | 2016년 통계 | 2016년 통계 |
| 이름 | 이름                             | 지역     | 승객수      | 움직임수    | 승객수      | 움직임수    |
| ---- | -------------------------------- | -------- | ----------- | ----------- | ----------- | ----------- |
| 1    | 수완나품 국제공항 (BKK)          | 방콕     | 60,860,704  | 350,508     | 55,892,428  | 336,345     |
| 2    | 돈므앙 국제공항 (DMK)            | 방콕     | 38,299,757  | 256,760     | 35,203,757  | 244,296     |
| 3    | 푸껫 국제공항 (HKT)              | 푸껫     | 16,855,637  | 106,093     | 15,107,185  | 97,813      |
| 4    | 치앙마이 국제공항 (CNX)          | 치앙마이 | 10,230,070  | 71,993      | 9,446,320   | 69,202      |
| 5    | 핫야이 국제공항 (HDY)            | 핫야이   | 4,367,364   | 30,067      | 4,002,487   | 28,097      |
| 6    | 매파루앙 치앙라이 국제공항 (CEI) | 치앙라이 | 2,503,375   | 17,661      | 2,038,389   | 14,432      |
| 합계 | 합계                             | 합계     | 133,116,907 | 833,082     | 121,692,744 | 790,194     |

AOT는 2019년 우돈타니 국제공항, 사콘나콘 공항, 딱 공항, 춤폰 공항 등을 인수할 예정이다

## 통계
2015년 태국 공항 공사의 6개 공항의 승객 수는 21.3% 증가하며 1억 1천만명을 약간 밑도는 기록을 세웠다. 이륙 및 착륙 지점인 항공기 이동은 전년 대비 727,750대 16.6% 증가를 기록했다. 태국 공항 공사는 2016년까지 승객 처리량을 11%증가시킬 것으로 예상하고 있다.

2015년 공항을 통해 이동한 항공 화물은 139만톤 0.63% 증가에 그쳐 글로벌 교역 부진을 반영했다.

## 계획
태국 공항 공사는 2018년에 두개의 신규 공항을 신설하고, 공항관리부가 소유하고 있는 4개의 기존 공항을 확대하기 위한 예산으로 2,200억 바트를 책정하고 있다. 

태국 공항 공사는 람푼주에 치앙마이2와 Phang공항2를 건설할 계획이다. 태국 공항 공사가 관리할 4개의 기존 공항은 탁 공항, 사곤 나콘 공항, 추폰 공항, 우돈 타니 국제 공항이다.

## 같이 보기
- 태국
- 태국 민간항공국
- 태국 공항국
- 공항
- 수완나품 국제공항
- 한국공항공사